# Величко Олександр Євгенович
Олекса́ндр Євге́нович Вели́чко — старший солдат Збройних сил України, учасник російсько-української війни, що загинув у ході російського вторгнення в Україну у 2022 році.

## Життєпис
Олександр Величко народився 9 березня 2001 року в місті Дніпропетровську. Після закінчення загальноосвітньої школи в рідному місті ніс військову службу в складі дивізіону протиповітряних сил ЗСУ. У середині лютого 2022 року їх передислокували до Луганської області поблизу міста Сватове для спостереження за повітряним простором з боку росії. Близько 4:30 ранку 24 лютого 2022 року запеленгували російський літак, але через відсутність дозволу його не збили. Натомість ворог випустив ракети по українському підрозділу. Старший солдат Олександр Величко загинув від першого вибуху разом зі своїм ровесником рядовим Антоном Маньком.

## Нагороди
- орден «За мужність» III ступеня (2022, посмертно) — ''за особисту мужність і самовіддані дії, виявлені у захисті державного суверенітету та територіальної цілісності України, вірність військовій присязі.